# Улзийт (Уверхангай)

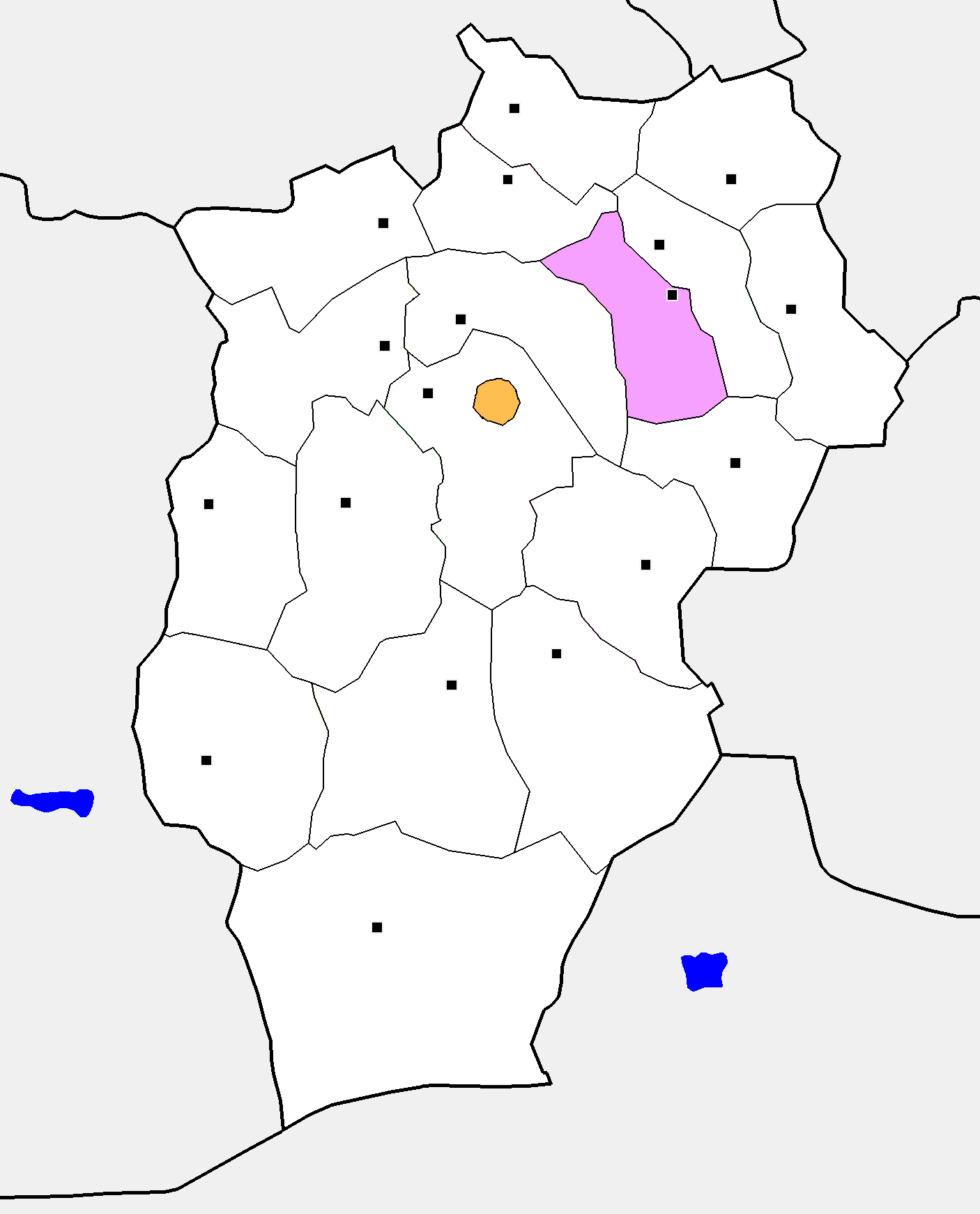
Сомон Улзийт Уверхангайского аймака

Улзийт (монг. Өлзийт) — сомон аймака Уверхангай в Монголии, с центром в поселке Сангийн далай в 88 км от столицы аймака города Арвайхээрa. Население  3,8  тысячи человек. Возник в 1931 году. Расположен на расстоянии 360 км от Улан-Батора.

## Описание

### Рельеф
На территории сомона находятся: 
Горы: 
1. Улзийт,
2. Зуунхайрхан (2408 м)

### Климат
Климат резко континентальный. Средняя температура января -20°С, июля +17-19°С. В год в среднем выпадает 200-300 мм осадков.

### Фауна и флора
Растительность степная. На территории сомона водятся волки, лисы, корсаки, манулы, зайцы, до последнего времени было много тарбаганов.

### Хозяйство и культура
В сомоне имеются школа, больница. Обнаружены богатые запасы золота, известняка, сырья для химической и строительной промышленности.